# Bohuslávky
Bohuslávky (deutsch Bohuslawek) ist eine Gemeinde in Tschechien. Sie liegt drei Kilometer nördlich von Lipník nad Bečvou und gehört zum Okres Přerov.

## Geographie
Bohuslávky befindet sich am südlichen Fuße der Oderberge über der Mährischen Pforte. Gegen Norden erstreckt sich der Truppenübungsplatz Libavá. Westlich erhebt sich die U Boudy (523 m), im Nordwesten der Lomec (583 m) und nördlich der Slavkovský vrch (636 m). Durch den Ort fließt der Bach Bohuslavický potok, der südlich in die Trnávka einmündet. Einen knappen Kilometer südlich des Dorfes verläuft die Schnellstraße R 35 / E 462 / E 442, dort entsteht ein Abschnitt der Autobahn D 1.
Nachbarorte sind Kozlov und Slavkov im Norden, Boškov, Středolesí, Uhřínov und Podhoří im Nordosten, Loučka im Osten, Jezernice und Benátky im Südosten, Lipník nad Bečvou, Ořechy und Trnávka im Süden, Dolní Újezd im Südwesten, Skoky und Staměřice im Westen sowie Velký Újezd im Nordwesten.

## Geschichte
Es wird angenommen, dass der Ort zum Ende des 13. Jahrhunderts gegründet worden ist. Erstmals erwähnt wurde das Dorf im Osseker Missal von 1322. Der erste urkundliche Nachweis über Bohuslauicz erfolgte 1371 in der Landtafel, als Mikuláš und Jan von Bohuslavice das Dorf an Markgraf Johann Heinrich verkauften. Im Jahre 1375 erbte Markgraf Jobst von Mähren den Besitz. Zu den nachfolgenden Besitzern gehörten u. a. Albrecht von Cimburg, Jan und Ctibor von Cimburg, Hynek von Waldstein, die Herren von Pernstein, unter denen das Gut Teil der Herrschaft Helfenstein wurde sowie ab 1554 Půta von Ludanitz und ab 1592 die Grafen von Würben. Ab 1406 wurde das Dorf Bohuslavice nad Lipníkem, ab 1437 Bohuslávky, ab 1672 Bohuslawka, ab 1718 Bohuslawitz, ab 1751 Bohuslawek, 1771 Bohuslawka und 1847 Bohuslávka genannt. Georg von Würben auf Freudenthal verlegte zum Beginn des 17. Jahrhunderts den Herrschaftssitz auf das neue Schloss Leipnik. Während des Dreißigjährigen Krieges fiel die Herrschaft Leipnik erblich an Kardinal Franz Seraph von Dietrichstein. Die Matriken wurden ab 1624 in Leipnik, ab 1693 in Ossek und ab 1784 wieder in Leipnik geführt. Zwischen 1738 und 1781 war Karl von Dietrichstein Besitzer der Herrschaft. Während der Schlesischen Kriege zogen preußische Truppen durch den Ort. Karl von Dietrichstein erneuerte 1768 das alte Privileg eines Erbvogtes von Bohuslávky, in dem er das Gut von Jiří Chalupa zum Erbgericht erhob und dieses mit Schankrecht ausstattete. Weitere Grundherren waren ab 1781 Johann Karl von Dietrichstein und von 1808 bis 1850 Franz Joseph von Dietrichstein. Bis zur Mitte des 19. Jahrhunderts blieb das Dorf immer nach Leipnik untertänig.
Nach der Aufhebung der Patrimonialherrschaften bildete Bohuslávky/Bohuslawek ab 1850 eine Gemeinde in der Bezirkshauptmannschaft Mährisch Weißkirchen. Im Jahre 1855 wurde die Gemeinde dem Bezirk Leipnik zugeordnet, ab 1868 gehörte sie wieder zum Bezirk Mährisch Weißkirchen. Nach 1910 erfolgte der Bau der Straßen nach Lipník, Loučka und Dolní Újezd. Im Jahre 1935 wurde Bohuslávky an die Stromversorgung angeschlossen. Im Zuge der Gebietsreform von 1960 und der Auflösung des Okres Hranice wurde Bohuslávky zum 1. Januar 1961 dem Okres Přerov zugeordnet. 1976 erfolgte die Eingemeindung nach Lipník nad Bečvou. Das Dorf bildete bis 1990 den Stadtteil Lipník nad Bečvou II-Bohuslávky und löste sich dann wieder los. Seit 2009 entsteht südlich des Ortes ein Abschnitt der Autobahn D 1.

## Gemeindegliederung
Für die Gemeinde Bohuslávky sind keine Ortsteile ausgewiesen.

## Sehenswürdigkeiten
- Kapelle Allerheiligen, erbaut 1809
- Steinernes Kreuz an der Kapelle
- Kalksteinkreuz am Wegekreuz nach Trnávka
- Naturlehrpfad „František Študent“ im Wald Obora, westlich des Dorfes
- Kovařík-Hof (Nr. 6), Bauernhof im Volksbauweise